# Jim Long
Jim Long (* 28. Mai 1968 in London, Ontario) ist ein kanadischer Dartspieler.

## Karriere
Jim Long trat 2009 erstmals in Erscheinung, als er bei einem Event der PDC Pro Tour in Ontario das Achtelfinale erreichte. Vier Jahre später gewann Long ein Turnier auf der North American Pro Tour. Bei den Qualifikationsturnieren für die PDC World Darts Championship scheiterte er zweimal im Achtelfinale. 2018 qualifizierte sich Long durch gute Leistungen auf der CDC Tour für die PDC World Darts Championship 2019. Bei seinem WM-Debüt besiegte er in der ersten Runde Mickey Mansell mit 3:1. In der zweiten Runde geriet Long gegen den Niederländer Benito van de Pas zunächst 0:2 in Rückstand, glich das Spiel aus und verlor am Ende in der Verlängerung trotz eigener Matchdarts. Beim World Cup of Darts 2019 nahm Long zusammen mit Dawson Murschell für Kanada teil. Das Duo erreichte das Viertelfinale. Wenige Wochen später konnte sich der Kanadier für das US Darts Masters 2019 in Las Vegas qualifizieren, wo er in der ersten Runde gegen den Engländer Michael Smith mit 4:6 verlor.
Anfang Dezember 2022 nahm Long am WDF World Masters in Assen teil. Er überstand zunächst seine Gruppenphase und auch sein erstes K.-o.-Spiel, bevor er mit 2:5 gegen Christian Kist verlor. Bei den am gleichen Wochenende ausgetragenen World Open erreichte Long ebenfalls die letzten 64. Hier unterlag er Davy Proosten.
Im Januar 2024 qualifizierte sich Long durch einen Sieg beim World Championship Qualifier 2 für die World Seniors Darts Championship 2024. Hierbei spielte er sich durch Siege über David Cameron, Martin Adams und Paul Hogan bis ins Halbfinale, das jedoch mit 0:3 gegen den späteren Titelträger John Henderson verloren ging. Er spielte daraufhin vor allem die Turniere der CDC Pro Tour sowie der World Seniors Darts Tour und konnte auf beiden Serien weitere Turniersiege einfahren. Außerdem  spielte Long Mitte Oktober das World Masters 2024 in Budapest mit. Mit drei Siegen und einer Niederlage schaffte er es dabei durch seine Vorrundengruppe in die K.o.-Phase, in der er jedoch seinem Landsmann Ross Snook mit 1:5 unterlag. Beim CDC Continental Cup erreichte Long kurz darauf das Finale, das er jedoch gegen Leonard Gates mit 7:8 verlor.
Bei der PDC World Darts Championship 2025 durfte Long als bester Kanadier der CDC Pro Tour teilnehmen, war jedoch gegen James Hurrell chancenlos.
Bei der PDC UK Q-School 2025 erspielte sich Long mit einem Tagessieg am vierten Tag der Final Stage eine Tour Card.

## Weltmeisterschaftsresultate

### PDC
- 2019: 2. Runde (2:3-Niederlage gegen  Benito van de Pas)
- 2025: 1. Runde (0:3-Niederlage gegen  James Hurrell)

### WSDT
- 2024: Halbfinale (0:3-Niederlage gegen  John Henderson)

## Turnierergebnisse
| Turnier                                    | 2019               | ......             | 2022               | 2023               | 2024               | 2025 |
| ------------------------------------------ | ------------------ | ------------------ | ------------------ | ------------------ | ------------------ | ---- |
| WDF-Platin-/Major-Turniere                 |                    |                    |                    |                    |                    |      |
| World Masters                              | n/t                | n/a                | 3R                 | n/a                | 2R                 | n/a  |
| PDC-Ranking-Turniere                       |                    |                    |                    |                    |                    |      |
| Weltmeisterschaft                          | 2R                 | n/q                | n/t                | n/t                | n/q                | 1R   |
| UK Open                                    | nicht teilgenommen | nicht teilgenommen | nicht teilgenommen | nicht teilgenommen | nicht teilgenommen | 2R   |
| PDC-Turniere ohne Einfluss auf das Ranking |                    |                    |                    |                    |                    |      |
| World Cup of Darts                         | VF                 | nicht teilgenommen | nicht teilgenommen | nicht teilgenommen | nicht teilgenommen | GP   |
| WSDT-Major-Turniere (Senioren-Tour)        |                    |                    |                    |                    |                    |      |
| Weltmeisterschaft                          | n/a                | n/a                | n/t                | n/t                | HF                 | n/t  |
| Karrierestatistiken                        |                    |                    |                    |                    |                    |      |
| Jahresendplatzierung                       | –                  | –                  | ?                  | 145                | ?                  |      |
| Verband                                    | PDC                | –                  | WDF                | WDF                | WDF                | PDC  |

| Legende zu den Turnierergebnissen | Legende zu den Turnierergebnissen | Legende zu den Turnierergebnissen | Legende zu den Turnierergebnissen | Legende zu den Turnierergebnissen | Legende zu den Turnierergebnissen | Legende zu den Turnierergebnissen | Legende zu den Turnierergebnissen | Legende zu den Turnierergebnissen | Legende zu den Turnierergebnissen |
| --------------------------------- | --------------------------------- | --------------------------------- | --------------------------------- | --------------------------------- | --------------------------------- | --------------------------------- | --------------------------------- | --------------------------------- | --------------------------------- |
| n/t                               | nicht teilgenommen                | n/q                               | nicht qualifiziert                | n/a                               | nicht ausgetragen                 | #R                                | Aus in jeweiliger Runde           | GP                                | Aus in der Gruppenphase           |
| AF                                | Achtelfinalist                    | VF                                | Viertelfinalist                   | HF                                | Halbfinalist                      | F                                 | Turnierfinalist                   | S                                 | Turniersieger                     |